# 코노 유시유키
코노 유시유키(幸野 善之, 5월 21일 ~ )는 일본의 나레이터, 성우이다. 도쿄도 출신, 아오니 프로덕션 소속이다.

## 학력
오사카 예술대학 예술학부 무대예술학과 졸업. 같은대학 후배 중에 다키시타 타케시가 있다. 아오니주쿠 도쿄교 제12기생

## 인물
다수의 애니메이션, 텔레비전, 무대에 출연하고 있다.
취미는 녹화

## 출연작품

### TV 애니메이션
1992년
- 키테레츠 대백과 (1992년 - 1996년, , 헤이씨, 승려, 학생 〈오뎅가게〉, 우마코, 히데쓰구 외)

1993년
- GS미카미（드라이버）
- SLAM DUNK（사사오카 사토시〈4대〉）
- 배틀스피릿츠 용호의권（부하）
- 달의 요정 세일러문（병）

1994년
- 푸른전설의 슛（주심, 선수, 후지시마 미나미1, AD, 유카와, 계원, 이치하라 토시오, 불량배2）
- 캡틴 츠바사J（배달원）
- 쓰요시 정신차려（장업원）
- 드래곤볼Z（야콘, 猛血虎, 부하2, 전사, 남자, 대회임원, 파일럿, 아나운서）
- 마멀레이드 보이

1995년
- 애니메이션 세계의 동화（黄金虫、猿のボス）
- 공상과학세계 걸리버보이（남자、레지스탕스남、레지스탕스、맛쇼맨）
- 사랑은 정말（남자아이）
- 로미오의 푸른하늘（빵집 점원）

1996년
- 게게게의 기타로（4기）（1996년 - 1997년、구조대원, 남자, 다이버A, 젊은이1, 마을사람B, 드라이버A, 형사, 점블고양이, 담당자, 아나운서, 연구원, 운전기사, 갓파, 조종사1, 용부,손님2, 매니저, 마을사람2）
- 지옥선생 누베（1996년 - 1997년、이시카와 선생、고가네이、악성、거울속의 악마, 너구리, 슈지）
- 드래곤볼Z（1996년 - 1997년、부하1, 야콘, 부하1） -1시리즈 + 특별편

1998년
- 센티멘탈 져니（그레이프 가게점원）
- 하루니와가의 셋째（아빠）
- B비다맨 폭외전（아나운서 본）
- 수호월천!（바키）
- 유☆희☆왕（사회자）

1999년
- GREGORY HORROR SHOW（カクタスガンマン、審判小僧研修生）
- B비다맨 폭외전V（유빈야본）
- 마술사 오펜 Revenge（로이야르、우두머리）
- ONE PIECE（리파 중령）

2000년
- 승부사 전설 테츠야（밥집 주인）

2001년
- 기동천사 엔젤릭 레이어（이나다 슈지, 사회자）
- Z.O.E Dolores, i（점원）

2003년
- 이누야샤 (마을사람)

2004년
- GIRLS브라보 first season（실황）
- 마루코는 아홉살（蚊男）
- のってけエクスプレッツ（ヤマビコ）

2006년
- 오토기조시（상담자）
- 코드기어스 반역의 를르슈（2006년 - 2008년、길버트 G.P. 길포드） - 2시리즈
- 명탐정 코난（2006년 - 2021년、히누마 카즈오、우메즈 쇼스케、미즈노에 신지、벤자키 토헤이、이세하라 유지、가와사키 요스케）

2008년
- 마이햄스터즈（장내 아나운서）

2009년
- 강의빛

2010년
- 댄스 인 더 뱀파이어 번드 （프로그램 내레이터）

2011년
- 디지몬 크로스워즈(에테몬)

2012년
- 에리어의 기사 (이치카와 코치)
- 전국 콜렉션

2014년
- 망나니 역사!! 마쓰타로（行司、三崎屋）
- 드래곤볼 카이（야콘）

2019년
- 퍼즐 앤 드래곤（2019년 - 2022년、八重洲口ブロッキィ、ブルーガー監督、宇野）

2023년
- 디지몬 고스트 게임（한교몬）
- 나와 로보콘（코우지）

### 극장 애니메이션
1994년
- 극장판 달의요정 세일러문S（報道陣）
- 스트리트 파이터II MOVIE（병사A）
- 드래곤볼Z 위험한 두사람 초사이어인은 잠들지 않는다（마을사람2）
- 드래곤볼Z 다시태어난 전설의 초사이어인,（과학자3）

1995년
- 슬램덩크 쇼호쿠 최대의 위기! 불타라 사쿠라기 하나미치（에비나 카오루[9]）
- 슬램덩크 포효하라 바스켓 맨 영혼!! 하나미치와 루카와의 뜨거운 여름（부중부원）
- 드래곤볼Z 용권폭발!! 손오공, 네가 하지않으면 누가하리!（통신）
- 시작의 모험자들 레전드 오브 크리스타니아（가이슈）

1996년
- (超)극장판! 지옥선생 누베（슈지）

1997년
- 극장판! 지옥선생 누베 오전0시 누베가 죽다!（슈지）
- 극장판! 지옥선생 누베 공포의 여름방학!! 불가사의한 바다의 전설! !!（海難法師）

2003년
- 내일을 만든 남자 타나베 사쿠로와 비와호소수

2013년
- 명탐정 코난 절해의 탐정（이노우에 후미타다）

2017년
- 코드기어스 반역의 를르슈 I - III（2017년 - 2018년、길버트 G.P. 길포드） - 3부작

2019년
- 코드기어스 부활의 를르슈（길버트 G.P. 길포드）

### OVA
- 기신병단 （1992년、통신병）
- BE-BOP-HIGHSCHOOL（1995년、불량배）
- 초인학원 고카이져（1996년、불보이、슈몬지 사부로 / 브라이더 2호）
- 시작의 모험자들 레전드 오브 크리스타니아（1996년、アルケノ、獣の牙男）
- 멜티렌서 The Animation（1999년、技師長）
- 기동신선조 불타라 검 （2003년、검사）